# Arthocnemum
Arthocnemum é um género botânico pertencente à família Amaranthaceae.

## Espécies
- Arthrocnemum arbuscula
- Arthrocnemum australasicum
- Arthrocnemum benthamii
- Arthrocnemum brachystachyum
- Arthrocnemum caspicum
- Arthrocnemum ciliolatum
- Arthrocnemum donaldsonii
- Arthrocnemum dunense
- Arthrocnemum fruticosum
- Arthrocnemum heptiflorum
- Arthrocnemum indicum Thwaites
- Arthrocnemum leiostachyum
- Arthrocnemum lylei
- Arthrocnemum macrostachyum
- Arthrocnemum pachystachyum
- Arthrocnemum radicans
- Arthrocnemum subterminale.
- Arthrocnemum virginicum